# 凯宾
凯宾是奥地利施蒂利亚州哈特贝格县的一个市镇。总面积2.8平方公里，总人口372人，人口密度132.9人/平方公里（2005年）。